# Dasyscelus paraguayanus
Dasyscelus paraguayanus är en insektsart som beskrevs av Max Beier 1954. Dasyscelus paraguayanus ingår i släktet Dasyscelus och familjen vårtbitare. Inga underarter finns listade i Catalogue of Life.